# Лер, Роберт
Роберт Лер (нем. Robert Lehr; 20 августа 1883, Целле — 13 октября 1956, Дюссельдорф) — немецкий политик. Министр внутренних дел ФРГ в 1950—1953 годах в первом кабинете канцлера Конрада Аденауэра.

## Биография
Роберт Лер родился в семье Оскара Лера, генерал-майора прусской армии. Получив аттестат зрелости, поступил учиться на юриста в Марбургский университет, затем перевёлся в Берлинский университет, а оттуда — в Боннский университет. В 1907 году сдал первый государственный экзамен на юриста, в 1912 году — второй. В 1908 году защитил докторскую диссертацию. В 1909 году женился на Энне Штайнбах.
В 1912—1913 годах служил судьёй в участковом суде Касселя и юрисконсультом городской администрации Райдта. В 1913 году поступил на службу в городскую администрацию Дюссельдорфа. В 1924 году был избран обер-бургомистром Дюссельдорфа. За оппозиционное отношение к национал-социализму Лер в апреле 1933 года подвергся аресту и был отправлен в отставку со службы. В 1935 году Роберт Лер вступил в группу Сопротивления в Дюссельдорфе.
В 1929—1933 годах Лер состоял в Немецкой национальной народной партии. После войны был среди первых членов учреждённого ХДС. В октябре 1945 года британские оккупационные власти назначили Лера обер-президентом провинции Северный Рейн В 1946 году Лер был избран депутатом ландтага Северного Рейна — Вестфалии и возглавлял его в 1946—1947 годах. В 1948—1949 годах входил в состав Парламентского совета и руководил комитетом по организации федерации, с декабря 1948 года являлся заместителем председателя фракции ХДС/ХСС.
На выборах в бундестаг 1949 года был избран депутатом, занимал должность заместителя председателя комитета по вопросам внутреннего управления в 1949—1950 годах, в 1950—1951 года входил в состав Парламентского собрания Европейского совета.
11 октября 1950 года после отставки Густава Хайнемана Роберт Лер был назначен федеральным министром внутренних дел. Лер отказался участвовать в выборах в бундестаг 1953 года по состоянию здоровья и 20 октября 1953 года вышел из состава федерального правительства.